# 生 (佛教)
生，義譯為出生、誕生，十二因緣之一，意指在輪迴中產生新的生命實體。在四聖諦中，生與老死都被視為是一種苦。

## 分類
根據生命生殖的方式，又可分成四種誕生形式的四生：
1. 卵生
2. 胎生
3. 濕生
4. 化生

| 前任： 有 | 十二因緣 生 | 繼任： 老死 |